# Laevicardium
Laevicardium es un género de moluscos bivalvos de la familia Cardiidae.

## Especies
Se reconocen las siguientes especies:
- Laevicardium crassum
- Laevicardium elatum
- Laevicardium laevigatum
- Laevicardium mortoni
- Laevicardium pictum
- Laevicardium substriatum
- Laevicardium sybariticum